# Kornelia Haselsteiner
Kornelia Haselsteiner, geb. Wintersperger (* 25. Oktober 1941), ist eine österreichische Politikerin (FPÖ).

## Leben
Kornelia Haselsteiner stammt aus Trattenbach. Sie arbeitete als kaufmännische Angestellte. Ihre politische Tätigkeit begann 1986 als Gemeinderätin von Neuhofen an der Krems. Vom 30. Oktober 1991 bis zum 30. Oktober 1997 war sie für die FPÖ Abgeordnete im Oberösterreichischen Landtag (XXIV. Legislaturperiode). Danach wirkte sie als Gemeinderätin in Pfarrkirchen bei Bad Hall. Vom 6. März 2003 bis 28. September 2003 saß sie als Nachfolgerin von Landesrat Günther Steinkellner erneut im Oberösterreichischen Landtag. 2022 wurde sie von der FPÖ für ihre über 50-jährige Mitgliedschaft in der Partei geehrt.
Neben der Politik engagiert sich Haselsteiner in verschiedenen Ehrenämtern. Sie ist unter anderem seit 1987 Sachwalterin einer geistig behinderten Frau, absolviert Krankenhaus-Besuchsdienste und ist als „Leseoma“ in der Volksschule Bad Hall tätig. 2016 wurde sie vom Roten Kreuz mit dem Freiwilligenpreis Henri ausgezeichnet.